# リムノスケリス
リムノスケリス Limnoscelis は、巨大(全長1.5m)な非常に爬虫類に似たディアデクテス形類 (爬虫類型両生類の一つ)で、石炭紀後期の北アメリカに生息していた。他のリムノスケリス類を参照する限り、リムノスケリスも動物食性だったと思われる。 体骨格はペリコサウリス類やパレイアサウルス類のような大型爬虫類にたいへんよく似ているが、指に鉤爪はなく、踵の骨が他の爬虫類型両生類と同じく癒合している。これはリムノスケリスがあまり活発に動き回らず、瞬発的にすばやく動き、主に遅鈍な獲物を捕食していたことを示唆する。属名は古代ギリシャ語で「腐敗の足」を意味する。

## 画像

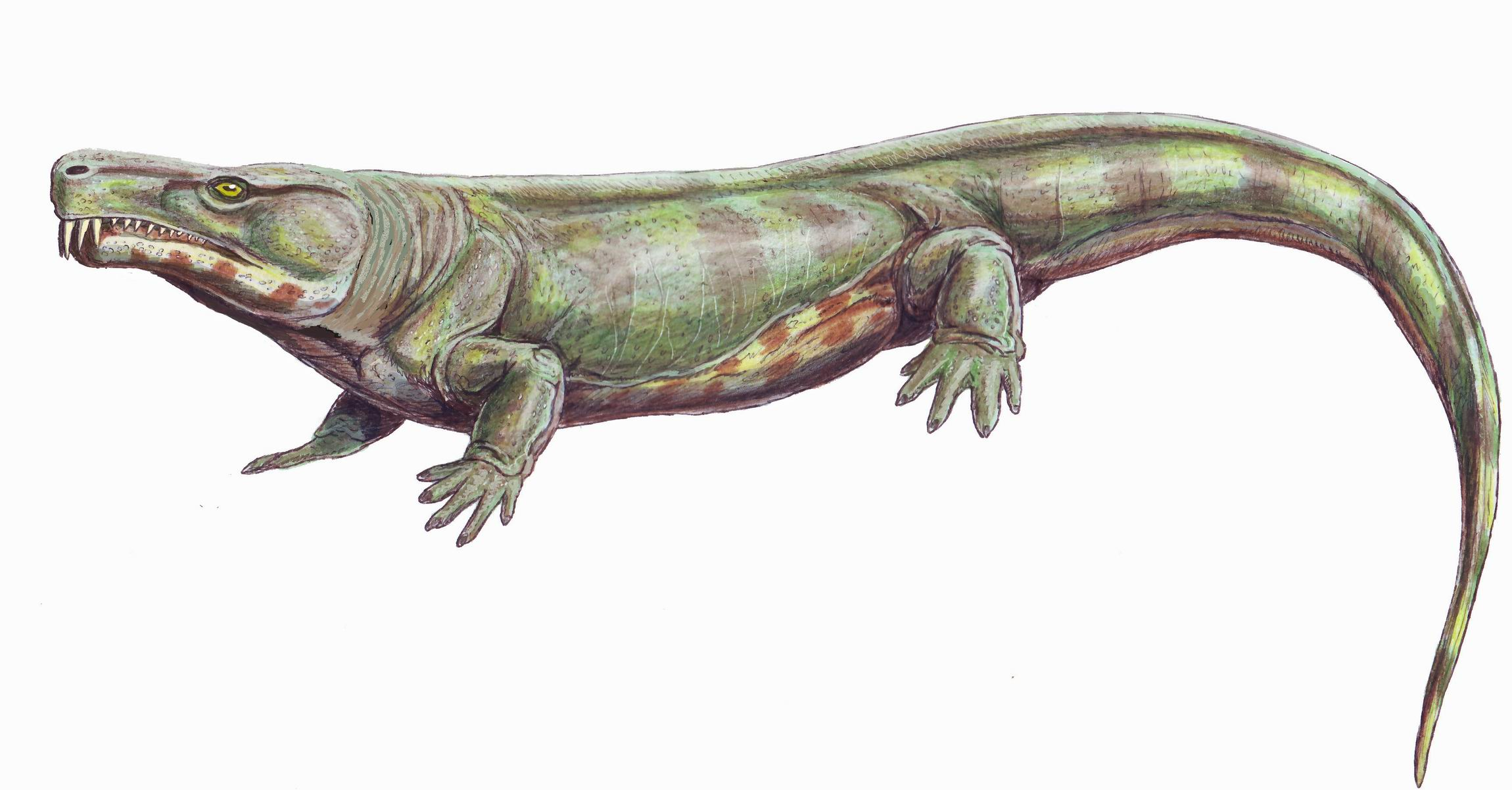
リムノスケリス
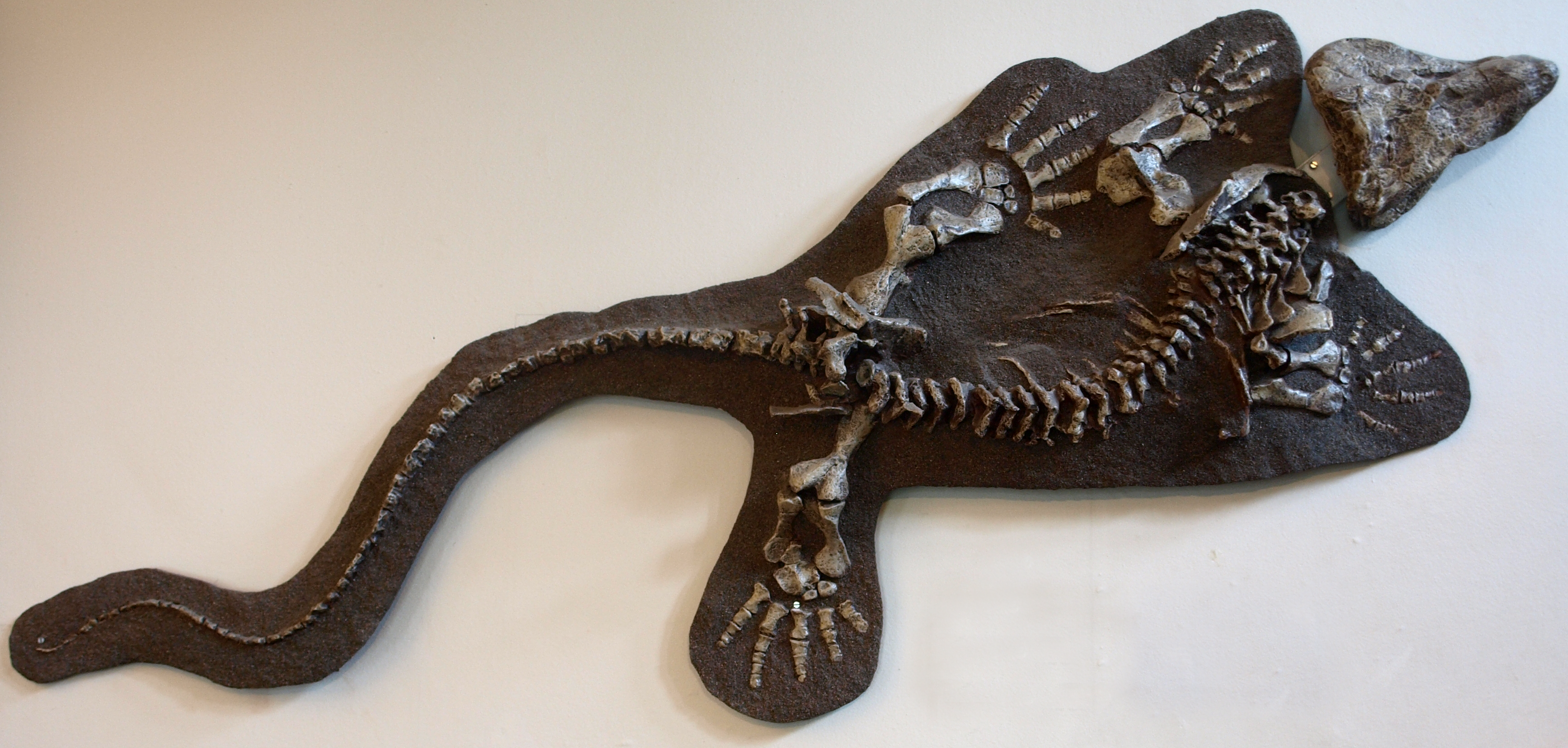
キャスト。レドパス博物館
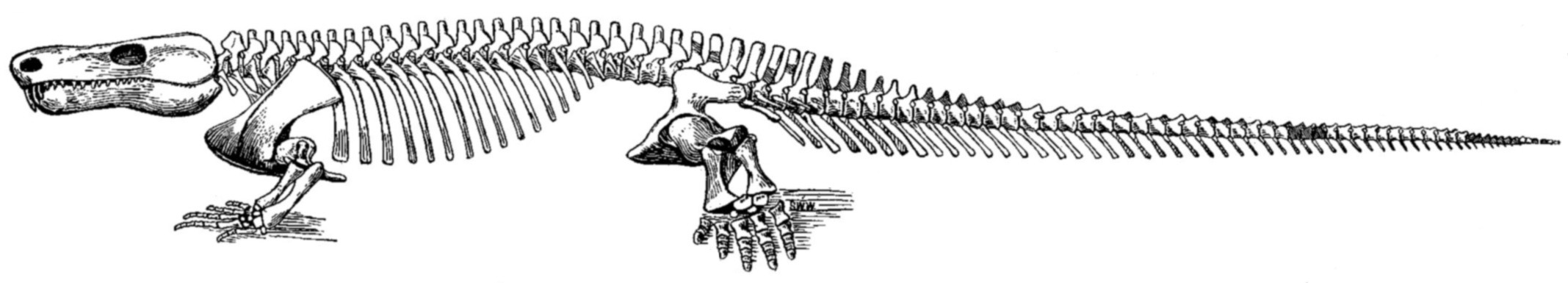
骨格
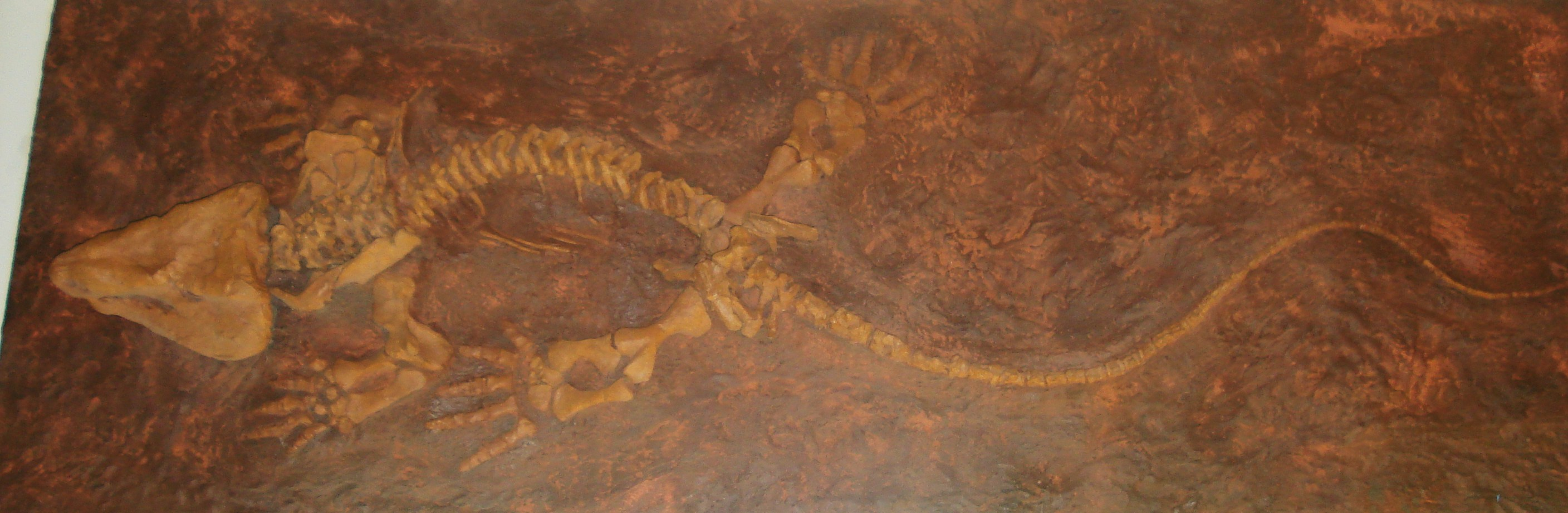
骨格。ミラン自然史博物館